# Cornelius Bundrage
Cornelius Bundrage (* 25. April 1973 in Detroit, Michigan) ist ein US-amerikanischer Profiboxer und ehemaliger Weltmeister der IBF im Halbmittelgewicht.
Bundrage bestritt lediglich zwölf Amateurkämpfe, ehe er 1995 ins Profilager wechselte und seine ersten 21 Kämpfe in Folge gewann, davon 13 durch Knockout. Diese Gegner hatten jedoch eher den Status von Aufbaugegnern, die keine ernsthafte Herausforderung darstellten. Am 6. Mai 2005 boxte er gegen den ungeschlagenen Sechew Powell und verlor nach einem seltenen Doppel-Niederschlag durch t.K.o. in Runde 1. Am 10. Februar 2006 verlor er gegen Ex-IBF-Weltmeister Steve Forbes nach Punkten und unterlag auch dem zweifachen WM-Herausforderer Joel Julio durch t.K.o. in Runde 8.
Am 13. Dezember 2008 besiegte er in Mannheim den ungeschlagenen (19-0) Europameister Zaurbek Bajsangurow durch t.K.o. in Runde 5. Am 27. Juni 2009 boxte er gegen den ungeschlagenen (27-0) späteren WBA-Weltmeister Yuri Foreman. Der Kampf blieb ohne Wertung, da Foreman durch einen unabsichtlichen Kopfstoß verletzt wurde und nicht mehr weiterboxen konnte.
Am 7. August 2010 sicherte er sich durch t.K.o. in Runde 5 gegen Cory Spinks, den IBF-Weltmeistergürtel im Halbmittelgewicht und verteidigte ihn am 25. Juni 2011 gegen Sechew Powell durch Punktesieg. Am 30. Juni 2012 gewann er den Rückkampf gegen Cory Spinks durch t.K.o in Runde 7.
Am 23. Februar 2013 verlor er in seiner dritten Titelverteidigung seinen IBF-Gürtel durch Punktniederlage an Ishe Smith. Im Oktober 2014 gewann er den Titel durch Punktesieg gegen Carlos Amado Molina zurück.
Am 12. September 2015 verlor er den Titel durch K. o.-Niederlage an Jermall Charlo.
| Vorgänger     | Amt                                                                             | Nachfolger     |
| ------------- | ------------------------------------------------------------------------------- | -------------- |
| Cory Spinks   | Boxweltmeister im Halbmittelgewicht (IBF) 7. August 2010 – 23. Februar 2013     | Ishe Smith     |
| Carlos Molina | Boxweltmeister im Halbmittelgewicht (IBF) 11. Oktober 2014 – 12. September 2015 | Jermall Charlo |

| Personendaten    | Personendaten           |
| ---------------- | ----------------------- |
| NAME             | Bundrage, Cornelius     |
| ALTERNATIVNAMEN  | K9                      |
| KURZBESCHREIBUNG | US-amerikanischer Boxer |
| GEBURTSDATUM     | 25. April 1973          |
| GEBURTSORT       | Detroit, Michigan       |